# Ропча
Ропча́ — село в Україні, у Сторожинецькій міській громаді Чернівецькому районі Чернівецької області. Перша згадка про село в 1448 році.

## Розташування
Село Ропча розміщене між двома берегами річки Сірет, на відстані 7 км від міста Сторожинець та 30 км від обласного центру. Через село Ропча пролягає залізнична колія Чернівці—Берегомет та автошлях Сторожинець—Глибока.
Сусідні населені пункти:

## Назва села
За однією з легенд територія нинішнього села була вкрита лісами, в яких виникали суцільні рубки там, де селилися люди. Від слова «рубка» і виникла назва села.
За іншою версією територія села була придбана братами Костянтином і Василем на прізвище Роп Чан. Яка з них правильна, невідомо, тому обидві мають право на існування.

## Історія
Перша письмова згадка про село Ропча датується 18 лютим 1448 року правителем Молдови Раду, внуком Олександра Доброго. Село згадано як Рубче.
У січні 1775 року, через нейтральні відносини, який він мав під час військового конфлікту між Росією і Туреччиною (1768-1774), (Австрія сьогодні) територія імперії Габсбургів відома як Буковина. Після приєднання Буковини до Габсбурзької імперії в 1775 році, населений пункт був частиною герцогства Буковини регулюється австрійською частиною району Сторожинець (німецький Storozynetz).
У липні 1886 року була побудована залізнична колія до села, на гроші барона Василька з Берегомета, депутата села, який проживав у Відні.
У 1897 році в селі Ропча були відкриті дві школи з чотирьох класним навчанням.
Після окупації Північної Буковини Румунією 28 листопада 1918 року, село Ропча було приєднано до  Румунії, в графстві Флондорєнь району Сторожинець.
Слідом за пакт Молотова — Ріббентропа (1939), Північна Буковина була приєднана до СРСР 28 червня 1940 року Північна Буковина була знову включена в склад Румунії в 1941-1944 роках, будучи окупованою СРСР в 1944 році і включена до Український РСР.
На території села містився колгосп «Родина», створений у 1945 році. Виробничий напрямок господарства — тваринницький. Вирощують льон, цукрові буряки, озиму пшеницю, кукурудзу, картоплю. Сільськогосподарських угідь в колгоспі 2255 гектарів. Артіль має свою електростанцію.
У повоєнні роки жителі спорудили 160 житлових будинків, в селі відкрили 4 магазини, відділення зв'язку, ощадну касу, колгоспну їдальню, лазню, фельдшерсько-акушерський пункт, пологовий будинок, 4 школи (2 початкові, одну середню і допоміжну школу-інтернат), 2 клуби. Партійну організацію створено в 1946 році, комсомольську — в 1948 році.
У 1967 р. зал дому культури було відремонтовано, він став більш просторим та з більшою сценою.
З 1991 року село Ропча є частиною району Сторожинець, Чернівецької області в незалежній Україні.

### Приєднання до Сторожинецької ОТГ
19 травня 2019 року в будинку культури жителі села Ропча проголосували за приєднання до Сторожинецької ОТГ
2 листопада 2020 року село Ропча офіційно підпорядковується Сторожинецькій міській раді
За результатами місцевих виборів, які відбулися 25 жовтня 2020 року від села Ропча переміг в якості депутата тільки Оларь Ілля Георгійович, 1969 р.н., який був головою села Ропча 14 років в період з 2006—2020 рр.

## Населення
В селі проживають 3433 особа. Налічується 1179 господарств. До села Ропча належить 12 хуторів: Думбрава, Глибочок, Левіцький, Голуб, Сербен, Глиняк, Гумарія, Костина, Прибан, Слобозія, Багна Один та Багна Два. 
В селі Ропча є 11 вулиць: вулиця Болеслава Хашдеу, вулиця Васіле Александрі, вулиця Іоана Крянге, вулиця Івана Лунгуляка, вулиця Лісова, вулиця Озерна, вулиця Михая Емінеску, вулиця Миру, вулиця Петра Мовіле, вулиця Польова, вулиця Сторожинецька. 

### Мова
Розподіл населення за рідною мовою за даними перепису 2001 року:
| Мова            | Кількість | Відсоток |
| --------------- | --------- | -------- |
| румунська       | 3140      | 94.46%   |
| українська      | 150       | 4.51%    |
| російська       | 28        | 0.84%    |
| польська        | 2         | 0.06%    |
| німецька        | 1         | 0.03%    |
| інші/не вказали | 3         | 0.10%    |
| Усього          | 3324      | 100%     |

## Інфраструктура

### Культові споруди
- На території села розташовані 2 православні церкви, молитовний будинок для людей євангельської віри, 10 капличок.
- Значним надбанням села є церква Успіння Пресвятої Богородиці, яку, за деяким даними, спорудили на території села 1684 р.
- Важливим об'єктом архітектури є і дзвіниця, споруджена у XVII—XIX ст.
- У центрі села біля Будинку культури стоїть пам'ятник репресованим, на якому увіковічнені прізвища та імена односельчан, репресованих сталінським режимом.
- На старому кладовищі є могила Болеслава Хашдеу — письменника, етнографіста, фольклориста і перекладача.
- Про минувшину села можна довідатися у сільських музеях, що знаходяться у приміщеннях Будинку культури та навчальному закладі.

### Соціальна сфера
- Навчально Виховний Комплек, у якій діє Кімната-музей національної культури;
- 2 дитячих дошкільних заклади;
- будинок культури, при якому діє Аматорський ансамбль народних пісень і танців;
- бібліотека;
- медичний пункт загальної практики та сімейної медицини;
- приватна аптека;
- поштове відділення;
- стоматологічний кабінет.
- сільськогосподарська обслуговуюча кооперація;

Незважаючи на політику деціоналізації комуністичного режиму жителям села вдалося зберегти мову, віру, звичаї та фольклорний ансамбль «Ізвораш», створений у 1981 році. Керівник та засновник Вікторія Іванівна Костинян.

## Пам'ятки
На території населеного пункту є три історичних пам'ятники:
- могила відомого діяча культури ХІХ століття Болеслава Гашдеу, родич Гашдеу Богдана Петричейку.
- могила університетського професора доктора юридичних наук Івана Лунгуляка,
- пам'ятник жертвам сталінських репересій та репресованих.
- церква Успіння Пресвятої Богородиці, 1684 р.

## Економіка
Населення Ропчі переважно займається вирощуванням сільськогосподарських культур та відгодівлею тварин. На території села діє три фермерських господарства та сільськогосподарська обслуговуюча кооперація.

## Місцева влада
Село підпорядковане Ропчанській сільській раді.
Складається сільська рада з сільського голови, керівного складу та 14 депутатів.
Склад сільської ради:
- Сільський голова: Олар Ілля Геогргійович
- Секретар: Максимюк Галина Георгіївна
- Головний бухгалтер: Ігнатуш Альона Іллівна
- Рахівний-касир: Максимюк Катерина Іванівна
- Землевпорядник сільської ради: Ботезат Сергій Георгійович
- Спеціаліст військово-облікового столу: Костинян Даніела Георгіївна

Депутати:
За результатами місцевих виборів 2015 року депутатами ради стали:
- Максимюк Галина Георгіївна
- Вікован Віталій Драгушевич
- Оларь Костянтин Георгійович
- Олар Ілля Васильович
- Костинян Віорел Миколайович
- Кайтанович Георгій Васильович
- Тинку  Флоря Флорович
- Шубран Костянтин Ілліч
- Шубран Василь Миколайович
- Варзар Домніка Мірчівна
- Гімінчук Георгій Валентинович
- Костинян Георгій Дмитрович
- Гімінчук Дмитро Іванович
- Даскалюк Сільвія Іллівна

## Навчальні заклади
- 1890 рік — заснування початкової школи з німецькою мовою навчання. Після Першої світової війни школа перейшла на румунську мову навчання.
- 1944-45 рр. — на базі початкової школи відкрита семирічна школа.
- 1945-55 рр. — побудована допоміжна школа інтернат.
- 1964 р. — школа стала середньою з румунською мовою навчання.
- 1980 року було побудовано дитячий навчальний заклад «Гіочел», в ньому виховують малят у двох групах.
- 1 вересня 1985 р. — школа перейшла працювати в новобудову.
- 23 серпня 2011 року — Ропчанська ЗОШ І-ІІІ ступенів змінила статут — Ропчанський НВК, який складається з двох підрозділів: дошкільного та шкільного.
- 1 вересня 2019 року — Ропчанський НВК змінив статус — на Ропчанський ліцей ім."Штефан чел Маре ші Сфинт"

## Місцеві свята та визначні події
18 лютого — день села. Перша історична згадка про село 1448.
28 серпня — храм села. Церковні богослужіння та масові гуляння.

## Видатні особи
- Болеслав Хашдеу — родич Богдана Петріческу Хашдеу. Похований на сільському кладовищі.
- Іван Лунгуляк — професор Чернівецького Університету. Похований на сільському кладовищі.
- Яворський Володимир Полікарпович (15.07.1976 -+24.09.1942) — хімік-органік, дійсний член АН УРСР.